# بوتش هارمون
بوتش هارمون (بالإنجليزية: Butch Harmon)‏ هو لاعب غولف أمريكي، ولد في 28 أغسطس 1943 في نيو روتشيل في الولايات المتحدة.